# اچ‌ام‌اس آرثوسا (۱۸۸۲)
اچ‌ام‌اس آرثوسا (۱۸۸۲) (به انگلیسی: HMS Arethusa (1882)) یک کشتی بود که طول آن ۳۰۰ فوت (۹۱ متر) between perpendiculars. بود. این کشتی در سال ۱۸۸۲ ساخته شد.